# Monument comemorativ de război (Căzănești)
Monument comemorativ de război este un monument amplasat în Căzănești, raionul Telenești, Republica Moldova. Este un monument istoric de importanță națională inclus în Registrul monumentelor Republicii Moldova ocrotite de stat cu nr. 1472 (raionul Telenești).